# René-Jean Champigny-Clément
René-Jean Champigny-Clément (Chinon, 27 de dezembro de 1754 - Amesterdão, 12 de setembro de 1819) foi um político francês.
Champigny-Clément é eleito deputado de Indre-et-Loire na Convenção nacional a 7 de setembro de 1792.
Moderado, é extremamente discreto ao longo de todo o seu mandato. Em 1815 ele toma o partido de Napoleão I o que lhe dá alguns problemas na Segunda Restauração. Em novembro ele é preso em Tours acusado de bonapartismo, sendo expulso do reino dois meses depois. Refugia-se nos Países Baixos, onde morre em 1819, com 64 anos.